# أكسل يوليوس دي لا غاردي
أكسل يوليوس دي لا غاردي هو عسكري وسياسي سويدي، ولد في 1637 في أبرشية الكنيسة العظيمة ‏ في السويد، وتوفي في 17 مايو 1710 في ستوكهولم في السويد.